# 張珏 (天順進士)
張珏（1435年—？），字聯璧，浙江杭州府仁和縣人，明朝政治人物。進士出身。

## 生平
浙江鄉試第八十六名。天順八年（1464年）甲申科會試第五十六名，殿試登進士第三甲第四十名。

## 家族
曾祖父張存，曾任知縣。祖父張亮。父亲張霖。